# 静岡県道366号用宗停車場丸子線

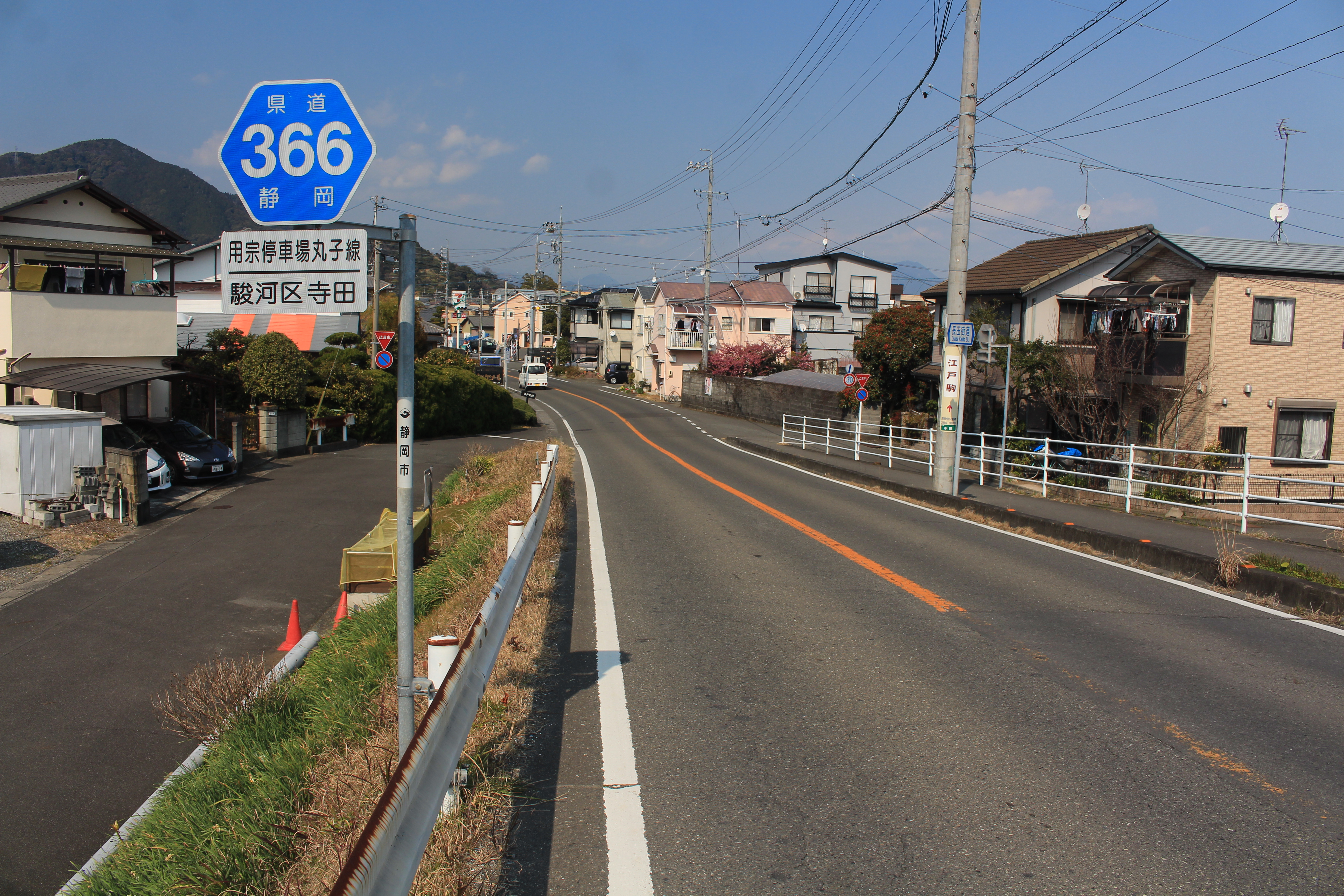
静岡県道366号用宗停車場丸子線、静岡市駿河区寺田

静岡県道366号用宗停車場丸子線（しずおかけんどう366ごう もちむねていしゃじょうまりこせん）は、静岡県静岡市駿河区の旧長田村域（安倍川右岸）を南北に縦断する路線である。

## 概要
起点から用宗2丁目までの400mは静岡県道416号静岡焼津線との重複、そこから北に折れる古い街道である。通称「長田街道」（国道1号より北は静岡県道207号奈良間手越線の一部区間）。途中交差する国道150号は高架となっており接続しない。

### 路線データ
- 認定：1973年3月31日[1]
- 起点：静岡市駿河区用宗（JR用宗駅）
- 終点：静岡市駿河区手越（手越原交差点、国道1号交点）
- 総延長：3.4km

## 沿線の施設他
- 東海道本線
- 東海道新幹線
- 国道150号
- 東名高速
- 巴川製紙所
- 東海道写楽
- 静岡市立長田西中学校